# Уинстед (город, Миннесота)
Уинстед (англ. Winsted) — город в округе Мак-Лауд, штат Миннесота, США. На площади 3,5 км² (3,5 км² — суша, водоёмов нет), согласно переписи 2002 года, проживают 2094 человека. Плотность населения составляет 598,4 чел./км².
- Телефонный код города — 320
- Почтовый индекс — 55395
- FIPS-код города — 27-71086[1]
- GNIS-идентификатор — 0654275[2]